# Cucullia barthae
Cucullia barthae là một loài bướm đêm trong họ Noctuidae.